# J.D. Martínez
Julio Daniel Martínez (nacido el 21 de agosto de 1987) es un jugador de béisbol profesional cubano-estadounidense, juega como jardinero y bateador designado de los New York Mets de las Grandes Ligas (MLB). 
Anteriormente jugó para los Houston Astros, Detroit Tigers, Arizona Diamondbacks, los Boston Red Sox y Los Angeles Dodgers. 
Nacido en Miami, Florida, Martínez fue seleccionado por los Astros en la ronda 20 con la selección 611 en el draft amateur de 2009 de Nova Southeastern University (NSU). Es una selección en tres ocasiones para el Juego de Estrellas de la MLB y tres veces ganador del Bate de Plata, así como el único jugador en ganar este último honor dos veces en la misma temporada. El 4 de septiembre de 2017, Martínez se convirtió en el jugador número 18 en la historia de la MLB en conectar cuatro jonrones en un solo juego, al hacerlo frente a los Dodgers de Los Ángeles. Es de ascendencia cubana.
Se ubicó segundo en la Liga Americana en la temporada 2018 en jonrones y promedio de bateo, y primero en carreras impulsadas, y fue un componente crucial de la carrera por el título de la Serie Mundial de 2018 de los Medias Rojas.

## Carrera profesional

### Carrera amateur
Martínez asistió a Flanagan High School en Pembroke Pines, Florida , y se graduó en 2006. Los Mellizos de Minnesota seleccionaron a Martínez en la ronda 36, con la selección número 1.086 del draft de 2006 de Grandes Ligas , pero no firmó con los Mellizos. En cambio, asistió a la Nova Southeastern University (NSU), donde jugó béisbol universitario para los Sharks desde 2007 hasta 2009. Fue dos veces jugador de béisbol de la All- Sunshine State Conference.

### Houston Astros

#### Draft y Ligas menores
Los Astros de Houston seleccionaron a Martínez en la ronda 20 del draft de las Grandes Ligas de 2009 con la selección general 611. Fue firmado por Greg Brown, quien ahora es el entrenador en jefe de NSU.

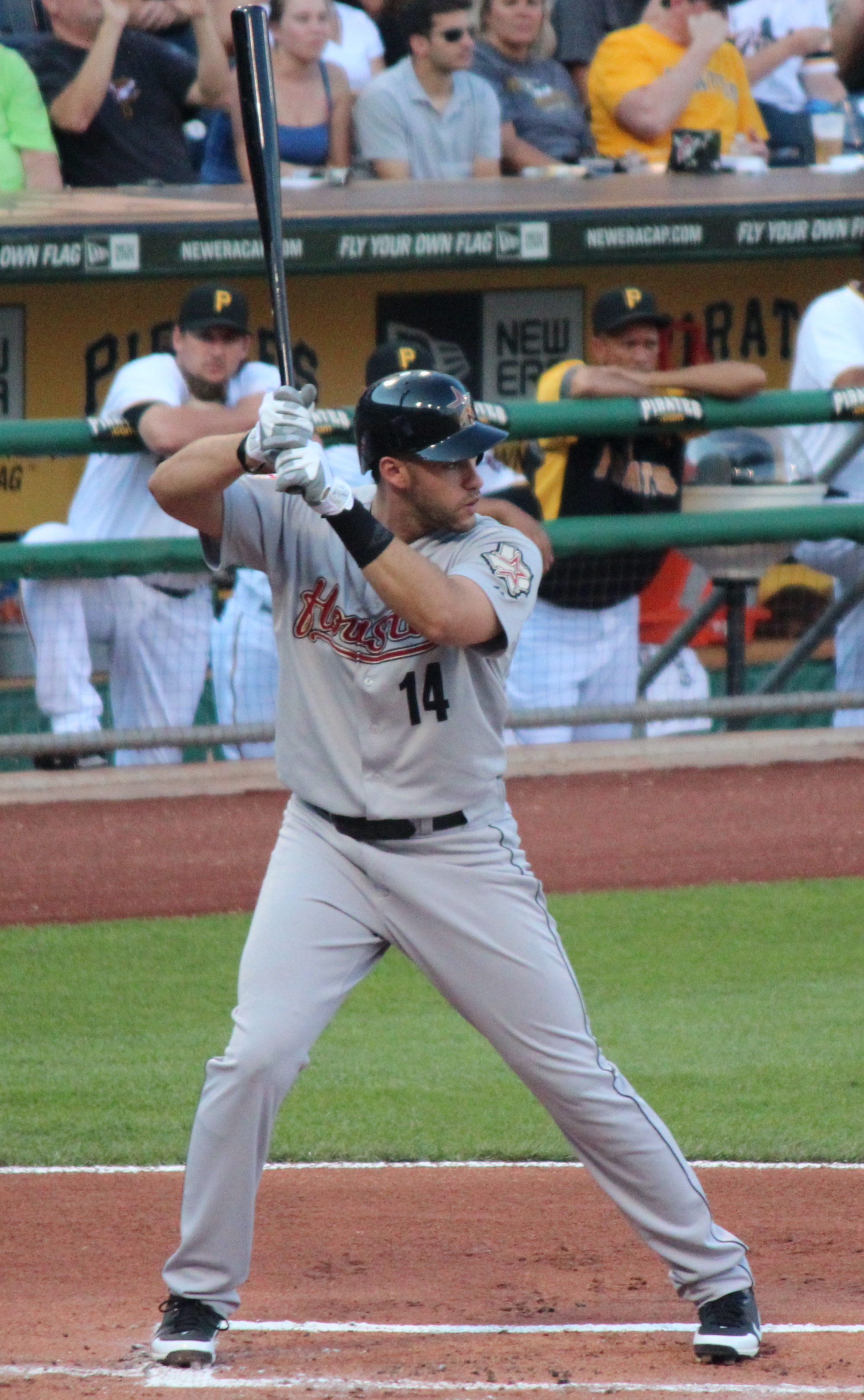
Martinez bateando para los Houston Astros

Martínez comenzó su carrera profesional con los Astros de Greeneville de la Liga Apalache de nivel novato , donde bateó .403 antes de ganar un ascenso a los Tri-City ValleyCats de la Clase A-Temporada corta New York – Penn League.
Jugador del año de las ligas menores de los Houston Astros (2010).
Comenzó la temporada 2010 con Lexington Legends de la Clase A South Atlantic League (SAL) antes de ganar un ascenso a mitad de temporada a los Corpus Christi Hooks de la Clase AA Texas League . Lideró SAL en bateo (.362), porcentaje de embase (.433) y porcentaje de slugging (.598). En el momento de su ascenso a la Liga de Texas, también lideraba la SAL en hits, dobles, extrabases, carreras anotadas y bases totales. Martínez fue honrado como Jugador SAL del año, Jugador más valioso (MVP) y Jugador del año de las ligas menores de los Astros de Houston.
Comenzó la temporada 2011 con Corpus Christi antes de ganar un ascenso a las grandes ligas.

#### Grandes ligas (2011–14)
El 30 de julio de 2011, los Astros llamaron a Martínez para reemplazar a Hunter Pence, a quien habían canjeado a los Philadelphia Phillies. Se convirtió en el primer jugador reclutado de la Universidad Nova Southeastern en debutar en las Grandes Ligas. Al mes siguiente, impulsó 28 carreras, estableciendo un récord de novato de los Astros durante un mes.
El 13 de abril de 2012 , Martínez conectó el primer jonrón en el nuevo Marlins Park . Con un corredor en el octavo, conectó una oferta de Edward Mujica en la barra de Clevelander más allá de la pared del jardín izquierdo para un jonrón que empató el juego.  Lideró el club con 55 carreras impulsadas en 2012.
En julio de 2013 , el entrenador de bateo John Mallee le informó a Martínez que no tenía el swing adecuado para convertirse en un bateador de impacto en las Grandes Ligas. El mes siguiente, estaba en la habitación del entrenador después de torcerse la muñeca izquierda, viendo los aspectos más destacados de ESPN del bateo de Ryan Braun, y se dio cuenta de que su swing no se parecía al de Braun. A partir de ahí, Martínez comenzó a estudiar a otros grandes bateadores, incluidos Albert Pujols y Miguel Cabrera, y a investigar qué modificaciones podría hacer a su swing para convertirse en un bateador más exitoso. Fue eliminado de la lista de los Astros el 20 de noviembre de 2013. Después de tres años con el uniforme de Astro, había bateado para .251 con 24 jonrones en medio de una producción en declive progresiva. Fue puesto en libertad por el equipo el 22 de marzo de 2014.

### Temporada 2014

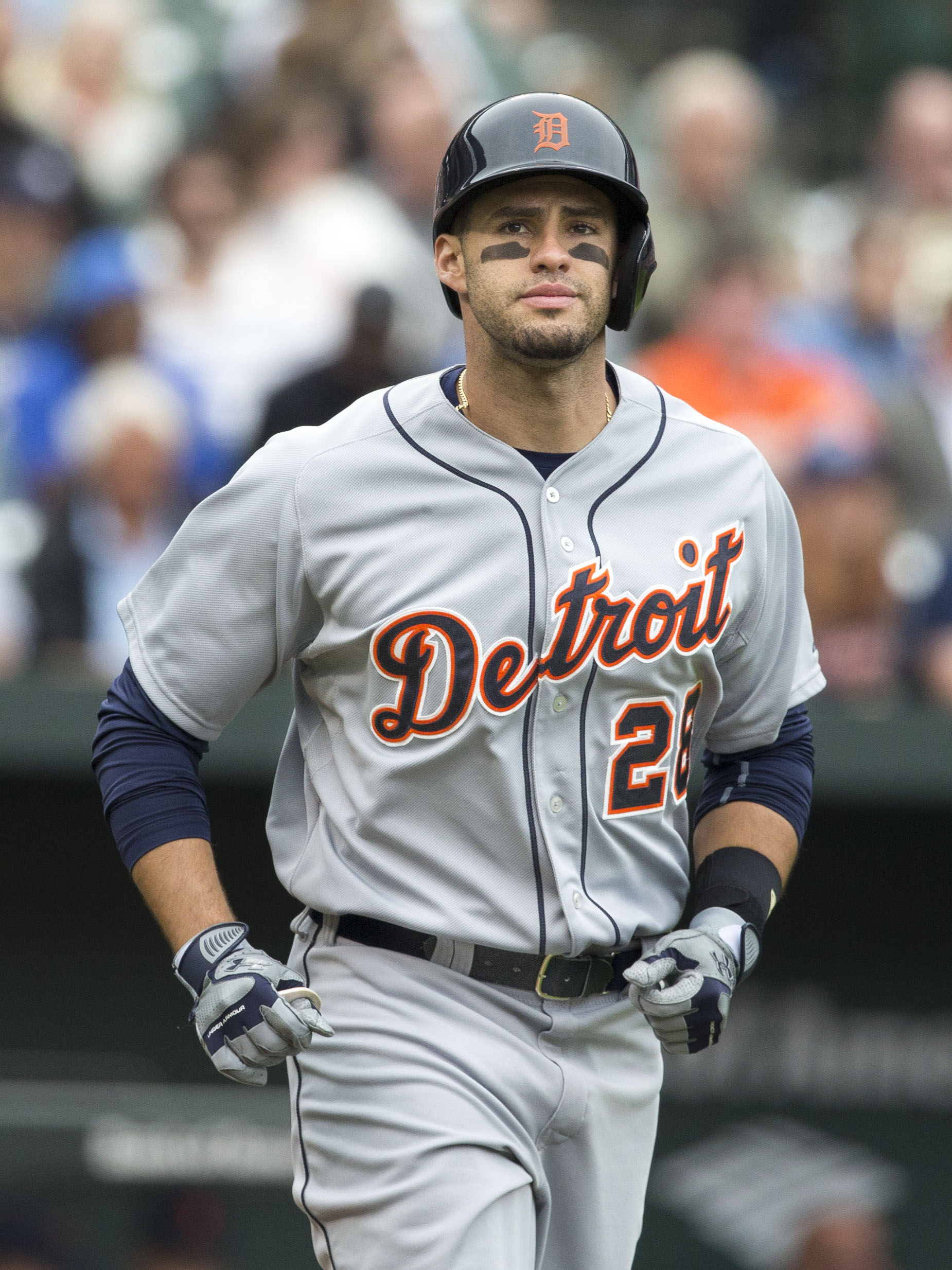
J.D. Martinez durante la temporada 2014.

Después de la temporada 2013, Martínez comenzó a hacer cambios en su swing con la instrucción de Robert Van Scoyoc y Craig Wallenbrock. El 24 de marzo de 2014, los Tigres de Detroit firmaron a Martínez con un contrato de ligas menores. Después de que conectó 10 jonrones y remolcó 22 carreras en sus primeros 17 juegos con las Toledo Mud Hens de Triple-A , los Tigres compraron su contrato, lo llamaron y jugó su primer juego el 21 de abril.
Martínez fue galardonado con el premio al Jugador de la Semana de la Liga Americana (AL) por el período que terminó el 22 de junio de 2014.  Bateó (.444) (12 de 27) con tres dobles, cuatro jonrones (incluido un grand slam), 11 carreras impulsadas y seis carreras anotadas en siete juegos para ganar el primer honor semanal de su carrera. Martínez fue nombrado jugador del mes de junio de los Tigres de Detroit. Bateó .345 con nueve dobles, siete jonrones y 21 carreras impulsadas en el mes de junio, incluida una racha de 14 hits, la mejor marca de su carrera. Martínez estaba empatado en el tercer lugar en la Liga Americana en jonrones durante junio. Martínez fue el autor de una temporada regular espectacular en 2014, terminando con 30 dobles, 23 jonrones, 76 carreras impulsadas, promedio de bateo de (.315 y OPS de .912). Fue nombrado finalista del premio Players Choice Award como Jugador Regreso del Año de la Liga Americana.
El 3 de octubre, durante el Juego 2 de la Serie Divisional de la Liga Americana (ALDS) contra los Orioles de Baltimore, Martínez se convirtió en el primer jugador en la historia de los Tigres, y apenas en el decimosexto jugador de Grandes Ligas, en conectar un jonrón en cada una de las dos primeras postemporadas de su carrera. juegos. Martínez terminó la postemporada con un doble, dos jonrones y cinco carreras impulsadas en tres juegos cuando los Tigres fueron barridos por los Orioles.

#### Primera selección al juego de estrellas (2015)
El 16 de enero de 2015, Martínez y los Tigres evitaron el arbitraje cuando las dos partes acordaron un contrato por un año y $ 3 millones para la temporada 2015.
El 21 de junio de 2015, Martínez conectó tres jonrones y tuvo seis carreras impulsadas en un juego contra los Yankees de Nueva York , convirtiéndose en el primer jugador de los Tigres en hacerlo desde que Miguel Cabrera lo hizo en mayo de 2013.
Martínez fue galardonado con el premio Jugador de la Semana de la Liga Americana por el período que terminó el 5 de julio de 2015. Martínez bateó (.458) (11 de 24) con seis carreras anotadas, cuatro jonrones, un doble y 10 carreras impulsadas en seis juegos para ganar su segundo carrera de honor semanal. Marcó el ritmo de las Grandes Ligas en porcentaje de slugging (1.000) y bases totales (24), y terminó empatado en el primer lugar en jonrones. Entre los líderes de la Liga Americana, terminó empatado en el primer lugar en porcentaje de embase (.500), segundo en carreras impulsadas, tercero en promedio de bateo, empatado en tercer lugar en hits y empatado en cuarto lugar en carreras anotadas. El 6 de julio de 2015, Martínez fue nombrado reserva de la Liga Americana en el Juego de Estrellas de 2015.
Terminó la temporada con un promedio de bateo de (.282) y alcanzó los máximos de su carrera de 33 dobles, 38 jonrones y 102 carreras impulsadas.  Sus 38 jonrones marcaron el tercer total más alto para un jardinero de los Tigres, solo por detrás de los 45 de Rocky Colavito en 1961 y los 41 de Hank Greenberg en 1940 . Las 102 carreras impulsadas de Martínez marcaron la mayor cantidad de un jardinero de los Tigres desde que Magglio Ordóñez impulsó 103 en 2008 . Las 319 bases totales de Martínez ocuparon el quinto lugar entre todos los bateadores de la Liga Americana. Sus 109 carreras creadas en el octavo lugar y su OPS de .897 en el noveno. Tuvo el porcentaje más alto de bolas bateadas con fuerza en las mayores (42,8%). Después de la temporada 2015, Martínez recibió el primer premio Silver Slugger de su carrera. Fue nombrado Tigre del Año 2015 por el capítulo de Detroit de la Asociación de Escritores de Béisbol de Estados Unidos.
Además, Martínez fue finalista de su primer Guante de Oro en el jardín derecho, pero perdió ante Kole Calhoun de los Angelinos. Las 15 asistencias de campo de Martínez empataron en el tercer lugar en la Liga Americana, su porcentaje de fildeo de .993 lideró a todos los jardineros derechos de la Liga Americana, y su índice de zona final de 7.7 lo ubicó en el segundo lugar entre los jardineros derechos de la Liga Americana.

#### Temporada 2016

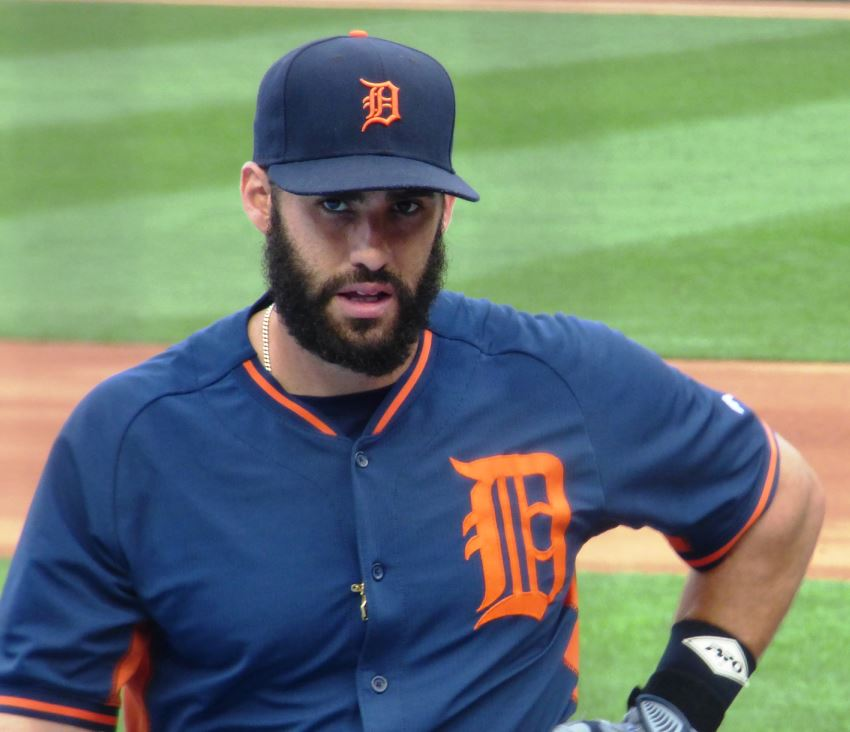
Martinez con Detroit Tigers

El 8 de febrero de 2016, los Tigres firmaron a Martínez con una extensión de contrato por dos años y $ 18.5 millones.
Martínez fue colocado en la lista de lesionados de 15 días después de un juego del 16 de junio contra los Kansas City Royals, después de haber sufrido una fractura no desplazada en su codo derecho causada por chocar contra la pared del jardín. En el momento de la lesión, Martínez estaba bateando (.286) con 12 jonrones y 39 carreras impulsadas.
El 3 de agosto contra los Medias Blancas de Chicago , en su primer juego después de ser activado de la lista de lesionados, Martínez conectó un jonrón solitario ganador del juego emergente frente a Chris Sale en el primer lanzamiento del turno al bate. Martínez jugó 120 juegos en la temporada 2016 acortada por lesiones y bateó .307 con 22 jonrones y 68 carreras impulsadas.

#### Temporada 2017
Durante un juego de entrenamiento de primavera el 18 de marzo de 2017, Martínez dejó el juego con una aparente lesión en el pie. Una semana después, el 25 de marzo, más pruebas revelaron que había un esguince de lisfranc en su pie derecho. Como resultado, Martínez comenzó la temporada en la lista de lesionados de 10 días, con 3-4 semanas para recuperarse. Se reincorporó a los Tigres el 12 de mayo después de una temporada de rehabilitación de cuatro partidos con Toledo.
Martínez fue galardonado con el premio al Jugador de la Semana de la Liga Americana por el período que finalizó el 21 de mayo. Martínez bateó (.389) (7 de 18) con siete carreras anotadas, cuatro jonrones y nueve carreras impulsadas mientras alcanzaba base 17 veces en seis juegos para ganar su tercer jugador de la semana en su carrera. Martínez recibió el premio al Jugador de la Semana de la Liga Americana por el período que terminó el 16 de julio. Martínez bateó (.454) (5 de 11), con dos carreras anotadas, dos jonrones y siete carreras impulsadas en tres juegos para ganar su cuarta carrera. honor semanal. Durante la temporada 2017 con los Tigres, Martínez bateó (.305) con 16 jonrones, 39 carreras impulsadas y un OPS de (1.018.) Bateó (.300) con 99 jonrones, 285 carreras impulsadas y un OPS de (.912) durante cuatro temporadas con los Tigres.

### Arizona Diamondbacks
El 18 de julio de 2017, los Tigres cambiaron a Martínez a los Diamondbacks de Arizona por Dawel Lugo, Sergio Alcántara y José King.  El 4 de septiembre, Martínez conectó cuatro jonrones contra los Dodgers de Los Ángeles para convertirse en el decimoctavo jugador de las Grandes Ligas y el primer jugador de los Diamondbacks en conectar cuatro jonrones en el mismo juego . Cada cuadrangular se produjo en cuatro turnos al bate consecutivos contra cuatro lanzadores diferentes. Cuando los Dodgers obtuvieron colectivamente tres hits, el logro de Martínez de cuatro jonrones lo convirtió en el primero con esa distinción en realizar más jonrones que los totales de hits del equipo contrario. Conectó un jonrón en la séptima, octava y novena entrada, convirtiéndose en el primer jugador de la era moderna en hacerlo. Es el jugador más reciente en conectar cuatro jonrones en un juego, menos de tres meses después de que Scooter Gennett conectó cuatro mientras jugaba para los Rojos de Cincinnati. Martínez ganó el siguiente premio al Jugador de la Semana de la Liga Nacional, que finalizó el 10 de septiembre, después de batear (.429), siete jonrones en total y 11 carreras impulsadas.

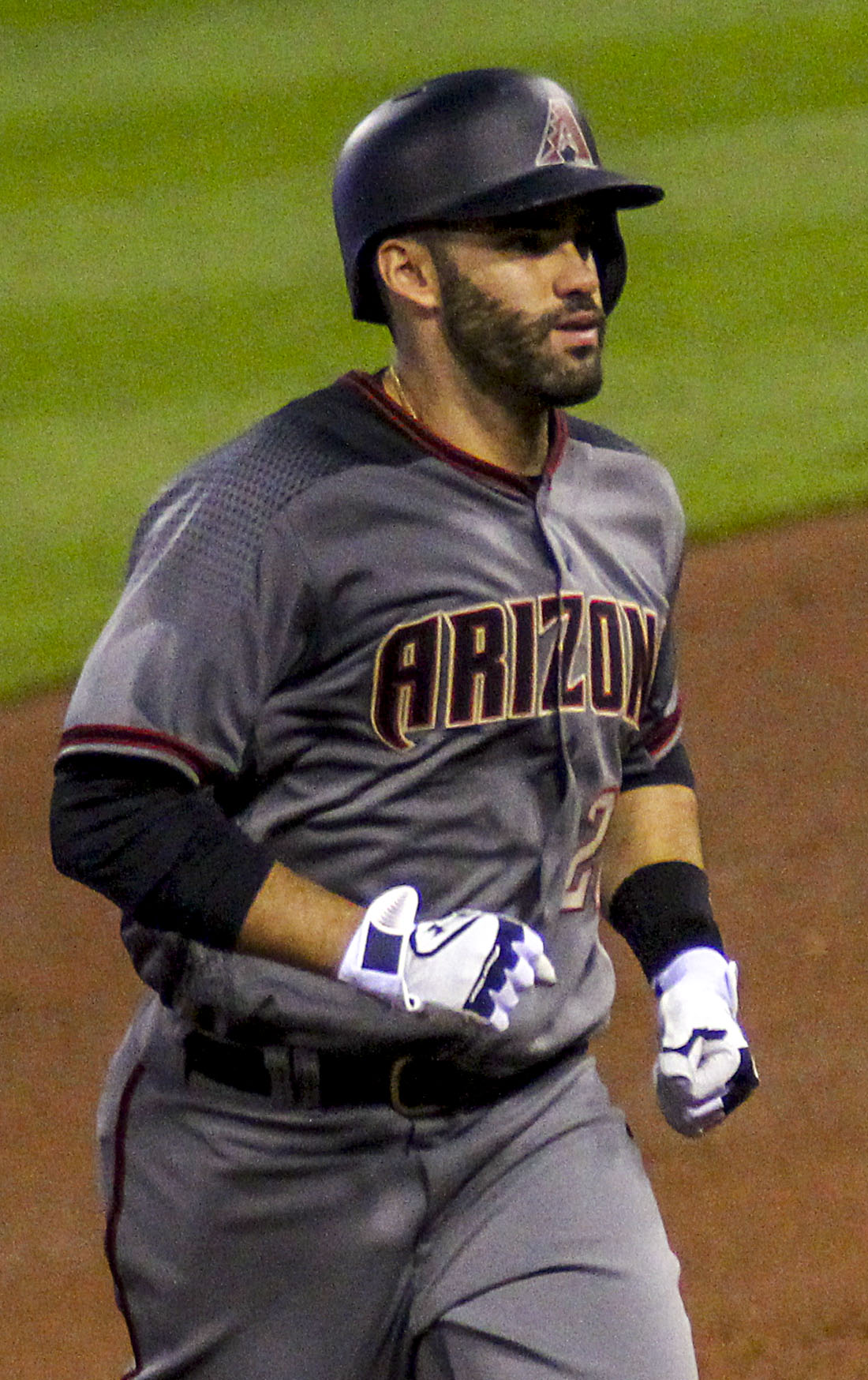
Martinez con Arizona Diamondbacks en 2017

El 17 de septiembre, Martínez registró su cuadragésimo jonrón de la temporada contra los Gigantes de San Francisco y alcanzó el hito por primera vez en su carrera. Se convirtió en el quinto jugador en alcanzar los 40 jonrones mientras jugaba para dos equipos diferentes en una temporada. Fue galardonado con el premio al Jugador de la Semana de la Liga Nacional por el período que terminó el 17 de septiembre, durante el cual bateó (.435) con tres jonrones, seis carreras impulsadas y ocho carreras anotadas en seis juegos. Se convirtió en el primer jugador de la Liga Nacional en ganar premios de Jugador de la Semana consecutivos desde Bryce Harper en mayo de 2015. Fue el cuarto honor semanal de Martínez en 2017, convirtiéndolo en el primer jugador con cuatro en la misma temporada desde que se creó el premio en 1974. El 28 de septiembre conectó su decimosexto jonrón del mes de septiembre, empatando con Ralph Kiner en 1949 por el récord de la Liga Nacional del mes. Martínez fue nombrado Jugador del Mes de la Liga Nacional en septiembre, jugando 24 partidos y bateando 18 jonrones, (.404) (40 de 99), ocho dobles, 24 carreras anotadas y 36 carreras impulsadas.
En 62 juegos con Arizona, Martínez bateó (.302) con 29 jonrones y 65 carreras impulsadas. Sus logros combinados con Detroit y Arizona en 2017 incluyeron un promedio de bateo de (.303) en 119 juegos jugados y nuevos récords personales en cada uno de los 45 jonrones, 104 carreras impulsadas, (.376) OBP y ocho bases por bolas intencionales.  Otros récords personales de (.690) slugging y (9.6) turnos al bate por jonrón también lideraron las ligas mayores, aunque sin obtener el número requerido de apariciones al plato para calificar para títulos de estadísticas de tasas en las Ligas Nacional o Americana. Fue segundo en las Grandes Ligas en OPS (1.066), tercero en jonrones, cuarto en OPS + (166) y sexto en carreras de bateo ajustadas (41). Después de la temporada, Martínez se convirtió en agente libre por primera vez en su carrera.
Desde que se unió a los Tigres en 2014 hasta el final de la temporada 2017, Martínez conectó la décima mayor cantidad de jonrones en el béisbol y obtuvo la segunda menor cantidad de apariciones en el plato de los 20 mejores jonrones. Su porcentaje de slugging solo estaba detrás de Mike Trout, y se ubicó entre los cinco primeros en wOBA y wRC +, mientras bateaba (.300) y (.362 OBP.) Su porcentaje de slugging de (.690) en 2017 lideró a todos los bateadores de la MLB por 59 puntos antes de agregar apariciones al plato sin hits para calificar. En términos de calidad de contacto, Martínez lideró MLB con una tasa de contacto duro del 49 %, y solo Aaron Judge logró más barrirles por aparición de placa. Martínez ocupó el décimo lugar con una distancia promedio de pelota bateada de 208 pies (63 m) contando los bateadores que produjeron 250 o más eventos de pelota bateada. Ocupó el puesto 12 con una velocidad de salida promedio de 90,8 millas por hora (146,1 km / h) y el sexto en fly balls con una velocidad de salida promedio de 97,2 millas por hora (156,4 km / h).

### Boston Red Sox

#### Campeonato de la Serie Mundial y Premio Hank Aaron (2018)
El 26 de febrero de 2018, Martínez firmó un contrato de cinco años y $ 110 millones con los Medias Rojas de Boston. El 7 de abril, Martínez conectó su primer jonrón con el uniforme de los Medias Rojas en el Fenway Park frente a Chaz Roe de los Tampa Bay Rays. Martínez ganó el premio al Jugador de la Semana de la Liga Americana por la semana que terminó el 20 de mayo, luego de conectar cinco jonrones, ocho carreras impulsadas, promedio de (.346 y OPS de 1.414) en siete juegos. En ese momento, estaba empatado con su compañero de equipo Mookie Betts por el liderazgo de jonrones en las Grandes Ligas con 15, convirtiéndolos en el primer dúo en la historia de los Medias Rojas en conectar al menos 15 jonrones en los primeros 50 juegos de la temporada. Con un bateo de (.329) con 27 jonrones y 73 carreras impulsadas, Martínez fue nombrado para el Juego de Estrellas de la MLB 2018 como el bateador designado titular de la Liga Americana. Abarcando aproximadamente una temporada completa de juego desde el Juego de Estrellas de la MLB 2017 hasta el 14 de julio de 2018, lideró las ligas mayores en jonrones (60), carreras impulsadas (152) y OPS (1.074). En una victoria por 19-12 sobre los Orioles de Baltimore el 10 de agosto, Martínez se convirtió en el primer jugador en alcanzar las 100 carreras impulsadas en la temporada 2018 de la MLB. Martínez volvió a ganar el premio al Jugador de la Semana de la Liga Americana, por la semana que terminó el 12 de agosto, cuando bateó .464 con 11 carreras impulsadas y nueve extrabases. También fue reconocido como el Jugador del Mes de la Liga Americana de agosto, con una línea de barra de (.373 / .453 / .686) con siete jonrones y 25 carreras impulsadas en 26 juegos.
Martínez terminó la temporada 2018 con 43 jonrones y 130 carreras impulsadas, lo que lideró la MLB. Lideró a los Medias Rojas en jonrones, carreras impulsadas y hits. En el Juego 1 de la ALDS , Martínez conectó un jonrón de tres carreras en la primera entrada ante el abridor de Nueva York JA Happ ; Boston ganaría el juego 5-4. En el Juego 5 de la Serie de Campeonato de la Liga Americana , Martínez conectó un jonrón solitario ante el abridor de Houston Justin Verlander ; Boston ganó el juego, 4-1, y se aseguró un lugar en la Serie Mundial . En el Juego 5 de la Serie Mundial, Martínez conectó un jonrón en la séptima entrada para aumentar la ventaja de los Medias Rojas a 4-1. Los Medias Rojas pasaron a ganar el juego, capturando su noveno título de Serie Mundial.
El 26 de octubre, Martínez fue anunciado como el ganador de la Liga Americana del premio anual Hank Aaron. También se convirtió en el primer jugador en ganar dos premios Silver Slugger en la misma temporada: uno como jardinero y otro como bateador designado.

#### Temporada 2019
El 7 de mayo, en un juego como visitante contra los Orioles de Baltimore, Martínez conectó el jonrón número 200 de su carrera. A fines de junio, tenía un promedio de .298 con 18 jonrones y 47 carreras impulsadas. Martínez fue seleccionado como bateador designado de reserva para el Juego de Estrellas de 2019. Para la temporada, Martínez bateó .304 con 36 jonrones y 105 carreras impulsadas. Tenía el promedio de bateo más alto contra los zurdos de todos los bateadores de Grandes Ligas con 100 o más turnos al bate contra ellos (.404). Tenía el porcentaje de contacto suave más bajo de todos los bateadores de la Liga Americana, con un 10,2 %. Después del último partido del equipo, cuando se le preguntó sobre la posibilidad de permanecer con los Medias Rojas un año más, Martínez comentó: "No me importa moverme, Me gusta" Sin embargo, el 4 de noviembre, su agente Scott Boras anunció que Martínez no ejercería su opción de exclusión voluntaria y permanecería en Boston.

#### Temporada 2020
Durante la temporada 2020 que se retrasó en el inicio, Martínez fue nuevamente el principal bateador designado de Boston. Tuvo problemas en el plato, cayendo por debajo de la Línea Mendoza (.200) el 18 de septiembre. En general con los Medias Rojas de 2020, bateó (.213) con siete jonrones y 27 carreras impulsadas en 54 juegos.

#### Temporada 2021
Martínez regresó en 2021 como el principal bateador designado de Boston, comenzando la temporada con 13 de 30 (.433) en los primeros siete juegos de Boston. El 10 de abril, estuvo brevemente en la lista relacionada con COVID, perdiéndose un juego. El 11 de abril, Martínez registró el tercer juego de su carrera con tres jonrones, impulsando cuatro carreras en la victoria 14-9 sobre los Orioles de Baltimore . Se convirtió en el quinto jugador en la historia en conectar tres jonrones en un juego para tres equipos diferentes después de Johnny Mize , Dave Kingman , Alex Rodríguez y Mark Teixeira.. También se convirtió en el segundo jugador en la era moderna en registrar 12 extrabases en los primeros ocho juegos de la temporada regular, el primero fue Dante Bichette en 1994. Martínez fue nombrado posteriormente Jugador de la Semana de la Liga Americana por la semana. del 5 al 11 de abril. El 4 de julio, fue incluido en la lista de la Liga Americana para el Juego de Estrellas de la MLB.

## Vida personal
Martínez reside en Fort Lauderdale, Florida, durante la temporada baja.